# Isola Hat (Isole Sverdrup)
L'isola Hat si trova nella regione di Qikiqtaaluk, nel territorio canadese del Nunavut. Situato nell'arcipelago artico canadese, fa parte del gruppo delle isole Regina Elisabetta, fra le Isole Sverdrup.
È circondata dal canale Eureka, alla confluenza della baia Fjord, ad est della penisola Raanes dell'isola di Ellesmere e 19,6 km ad ovest dell'isola Stor.